# Фредрикссон, Марианна
Марианна Фредрикссон (швед. Marianne Fredriksson, урождённая Перссон (швед. Persson); 1927—2007) — шведская писательница, журналистка и редактор.

## Биография
Марианна Фредрикссон родилась 28 марта 1927 года на юго-западе Швеции в городе Гётеборге в семье кораблестроителя и домохозяйки. После учёбы в средней школе она работала с 1947 года сначала в качестве корректора, позже в качестве журналиста в местной газете «Göteborgstidningen». Здесь она встретила своего мужа Свена, за которого вышла замуж в 1949 году в Генуе; в этом браке у них родились две дочери.
Жила и работала в Рослагене и Стокгольме, куда переехала в 1962 году. До того, как стать романистом, Фредрикссон была журналистом в различных шведских газетах и журналах, в том числе и в ежедневной утренней газете «Svenska Dagbladet» — одном из самых читаемых таблоидов страны (1974—1988).
Свой первый роман дающий современную интерпретацию библейских сюжетов под заглавием «Книга Евы» она написала в 1980 году и он сразу стал бестселлером. Не меньший успех у читателей получило и следующее произведение «Книга Каина» (швед. Kains bok), но настоящую всемирную славу ей принес роман «Anna, Hanna och Johanna» в котором описывалась жизнь трёх поколений женщин из одной семьи. Всего Фредрикссон опубликовала пятнадцать романов, большинство из которых были переведены на несколько десятков языков мира (включая русский), изданы более чем в 150 странах (включая Россию) и проданы тиражом более 17 миллионов экземпляров.
Большинство её ранних книг основаны на библейских историях. Главной темой в трудах М. Фредрикссон является дружба, потому что, как она утверждала, со временем «дружба станет более важной, чем любовь».
Марианна Фредрикссон умерла от инфаркта 11 февраля 2007 года в Остерскаре.
В 2011 году в Германии впервые была экранизирована её книга; в основу фильма «Симон и дубы» лёг роман Фредрикссон «Симон и дубы». Драма в которой Ян Йозеф Лиферс сыграл немецкого еврея, была в 2012 году представлена в 13-ти номинация на премию «Золотой жук» (дважды из них успешно).